# Стіна (фільм, 1988)
«Стінá» (рос. «Стенá») — український радянський російськомовний чорно-білий документальний фільм режисера Ізраїля Гольдштейна, відзнятий на Українській студії хронікально-документальних фільмів у 1988 році. Яскравий зразок критичної школи української документалістики (1987 — 1995).

## Опис
Київські художники Ада Рибачук та Володимир Мельниченко понад десять років працювали над проєктом Парку пам'яті на Байковій горі в Києві. Поряд із будівлею залів прощання київського крематорію (у співпраці з архітектором Авраамом Мілецьким) Рибачук і Мельниченко створили Стіну Пам'яті — серію монументальних неоавангардистських рельєфів, площею понад 2000 квадратних метрів. Вони відображали різні події з історії людства. За задумом авторів, Стіна мала стати центральним елементом Парку пам'яті.
Однак на початку 1982 року місцева влада ухвалила рішення припинити роботу над Стіною і залити бетоном готові на той момент рельєфи. «Стіна» став першим публічним виступом на підтримку художників, які тривалий час боролися за відновлення своєї роботи.

## Над фільмом працювали

### Знімальна група
- Ізраїль Гольдштейн — режисер;
- Олександр Радинський — оператор;
- В. Война;
- Л. Мороз;
- В. Маркова;
- М. Толкачова.[1][2][3]

### Особи, що брали участь у фільмуванні
- Ада Рибачук — художниця;
- Володимир Мельниченко — художник;
- Валентин Селібер — скульптор;
- Юлій Синькевич — скульптор;
- Є. Кубанова — партійний керівник;
- В. Михалев — доктор філософських наук.[1][2]

## Фільм на DVD
«Стіна» вийшла на DVD у 2013 році у рамках збірки «Щаблі демократії. Критична школа української документалістики 1987–1995». До неї увійшли п'ять фільмів. Окрім, власне, «Стіни», туди увійшли: «Завтра свято» (1989), «Дах» (1988), «Щаблі демократії» (1992), «Прощавай, кіно!» (1995). Збірку було презентовано 26 березня 2014 року в рамках 11-го Міжнародного фестивалю документального кіно про права людини Docudays UA.